# 羅利·科隆
羅利·科隆（英語：Rory Fallon，1982年3月20日—）出生於紐西蘭北島東北部吉斯伯恩，是一名足球運動員，司職前鋒，現時效力英甲球會斯肯索普。他是前紐西蘭國家隊教練奇雲·科隆（Kevin Fallon）的兒子。

## 生平

### 球會
羅利·科隆在少年時期已離開出生地紐西蘭，勇闖英格蘭追求成為職業球員的夢想，獲接納加入班士利的青訓系統，於1999年簽約成為職業球員。在他逐漸鞏固其一隊席位時，卻不幸斷腳，自此再不能在球隊陣中佔一席位。
在對史雲頓時出色的表現使他獲得對方領隊安迪·京（Andy King）的青睞，於2003年11月將他羅致旗下，轉會費沒有透露，他迅即融入球隊，在2003/04年球季射入數個重要入球，包括對布里斯托城一個禁區邊的倒掛入球為球隊確保1分。
雖然球隊首席前鋒汤姆·慕尼（Tommy Mooney）在季前離隊轉投牛津联，但於2004/05年球季科隆仍然只能留守後備席。他獲准外借到伊奧維爭取上陣機會及比賽信心，他於首場披甲即取得入球。但在球季餘下的比賽再沒有入球，更在球季煞科日對哈德斯菲爾德時腳踢對方守將大卫·米尔芬（David Mirfin）的面部，被球證出示紅牌驅逐離場，因而缺席來季頭兩場比賽。2005年夏季球隊將另一員主力前鋒柏堅（Sam Parkin）出售到葉士域治後，科隆重新獲得上陣機會，於刑滿復出首場對諾定咸森林射入1球為球隊取得2-1的勝果。
2006年1月科隆動筆簽約加盟英甲球會史雲斯，據報身價高達30萬英鎊，是這支威爾斯球隊歷來付出第二高的轉會費。他在史雲斯陣中演出優異，為球隊上陣48場射入13球。科隆出色的表現吸引英冠球會普利茅夫的注意，於2007年1月19日付出30萬英鎊將他收歸己用。
但科隆一直無法融入球隊，為普利茅夫正選上陣機會寥寥可數，直到2008年1月19日主場1-1賽和修咸頓他射入扳平，是他加盟「朝聖者」（The Pilgrims）一整年射入的第四球。2007/08年球季科隆繼續坐冷板凳，但他對爭取一隊常規正選仍然充滿信心，因而在2008年1月拒絕英甲球會修安聯出價25萬英鎊的收購。2008/09年球季科隆為普利茅夫在各項賽事上陣多達46場，惟僅射入5球，更全部在上半季取得，下半季交白卷。
2009/10年球季普利茅夫開季連續7場不勝，直到2009年9月29日作客2-1擊敗彼德堡才打開勝利之門，科隆為球隊射入第二球兼個人球季首球，並擺脫榜尾位置；下一場在主場迎戰另一支升班馬斯肯索普，科隆先拔頭籌協助球隊2-1取得連續兩場勝仗；11月7日主場對唐卡士打，他於下半場射入致勝球，為球隊鎖定2-1勝局，更首次脫離降班區域，最終球會仍難逃降班英甲的命運。
2010/11年球季科隆上陣12場並在對射入1球。2010年11月25日獲外借到英冠球會葉士域治直到翌年1月22日，期間上陣6場及射入1球，由於葉士域治更換主帥，於2011年1月17日被提早送返普利茅夫。
隨著普利茅夫因財困連續第二年降班王英乙，羅利·科隆在2011年5月20日成為球隊放棄的9名一隊球員之一而恢復自由身。2011年8月2日羅利·科隆與英甲球會伊奧維簽訂為期1個月的短期合約，期間上陣全部6場賽事，惟未獲提供長約。他隨即北上蘇格蘭接受蘇超球會鴨巴甸試訓，成功獲得一紙兩年合約。

### 國家隊
雖然羅利·科隆在紐西蘭出生，而其父親更以教練身份帶領紐西蘭參賽1982年西班牙世界盃，他卻選擇代表英格蘭在青少年組別參賽。但他亦曾經於1998年代表紐西蘭參賽在法國舉行的非正式16歲以下世界盃，賽後不久他便遠征英倫到班士利出任學徒球員。
2006年1月時任紐西蘭教頭里基·赫伯特（Ricki Herbert）建議徵召科隆代表國家隊參賽成年國際賽，但其後卻發現他沒有在國際足協於2004年的寬限期中申請轉籍，因此科隆沒有資格代表紐西蘭參賽。2008年國際足協通過取消曾代表國家隊在青少年組別參賽而轉籍參加成年賽的年齡限制，為科隆入選紐西蘭國家隊開綠燈。
2009年8月科隆以27歲之齡首次入選紐西蘭備戰對約旦的友誼賽及其後兩場重要的世界盃外圍賽附加賽主客兩回合對巴林的比賽。科隆在其處子戰對約旦射入1球協助球隊以3-1獲勝。
2009年11月14日世界盃外圍賽附加賽次回合輪值紐西蘭在惠灵顿主場迎戰首回合0-0賽和的巴林，科隆在完半場前一頭頂入唯一入球，1-0的賽果將紐西蘭送入2010年在南非舉行的世界盃，自1982年後經歷28年再闖入決賽週。
國際賽入球
| # | 日期           | 場地                 | 對手       | 入球 | 結果 | 競賽               |
| - | -------------- | -------------------- | ---------- | ---- | ---- | ------------------ |
| 1 | 2009年9月9日   | 約旦，安曼           | 约旦       | 3–1  | 勝   | 友誼賽             |
| 2 | 2009年11月14日 | 紐西蘭，惠灵顿       | 巴林       | 1–0  | 勝   | 2010年世界盃外圍賽 |
| 3 | 2010年6月4日   | 斯洛文尼亚，马里博尔 | 斯洛維尼亞 | 1–3  | 負   | 友誼賽             |

## 私人生活
科隆的母親美雅（Mere）是毛利人，他的兄弟肖恩（Sean）曾任利物浦的學徒球員，但於轉職業球員後一年以沒有前途而放棄足球事業，而其姊妹比安卡（Bianca）在紐西蘭的電視台任職化妝師。科隆於2008年年初娶卡莉-玛丽·卢埃林（Carly-Marie Llewellyn）為妻。

## 外部連結
- Rory Fallon player profile at pafc.co.uk
- Rory Fallon player profile at swanseacity.net
- Rory Fallon player profile at barnsleyfc.co.uk
- 足球数据库：Rory Fallon的球员统计数据
- NZ or not? That's the big mystery